# Terça Nobre
Terça Nobre foi uma faixa de programação da linha de shows da TV Globo. Era destinada a exibição de programas especiais.
Era apresentada às terças-feiras, no horário noturno, logo após a novela das oito. Seguia o mesmo estilo de outras faixas, como a Sexta Super (exibida de 1975 a 1990), e a Quarta Nobre (exibida em 1983).

## Programas
Eram exibidos dentro da Terça Nobre os seguintes programas:
- Programa Legal - com Luís Fernando Guimarães e Regina Casé;
- Doris para Maiores - humorístico com Dóris Giesse e os membros do Casseta & Planeta[2];
- TV Pirata - em 1992, o humorístico integrou a faixa;
- Leandro & Leonardo - programa com a dupla sertaneja de mesmo nome, que misturava ficção e números musicais;
- Brasil Especial - Casos especiais que dramatizavam obras de renomados escritores brasileiros;
- Som Brasil - musical com atrações diversas;
- Casseta & Planeta, Urgente! - humorístico da TV que em seus primeiros anos era exibido mensalmente;
- Brasil Legal - com Regina Casé;
- A Comédia da Vida Privada - série de televisão, baseada na obra Comédias da Vida Privada de Luís Fernando Veríssimo;
- Não Fuja da Raia - humorístico com Cláudia Raia[3][4];
- Danada de Sabida - especial de final de ano da TV Bahia, direção de Reynaldo Boury e roteiro de Geraldo Carneiro e João Ubaldo Ribeiro
- O Compadre de Ogum - especial de final de ano da TV Bahia, direção de Roberto Talma e roteiro de Geraldo Carneiro e João Ubaldo Ribeiro

além de programas especiais.

## Extinção da faixa
Foi extinta no final de 1998. Em 1999, sua principal atração, o Casseta & Planeta, Urgente!, se tornou semanal.